# Kritična socialna psihologija
Kritična socialna psihologija je znanost ali veda, ki se ukvarja z vprašanjem, kakšno naj bi bilo mesto psihologije v sodobni družbi in kako naj se loti svojega problemskega polja, da bo zares odgovarjala na stiske, krize in zadovoljila potrebo po samorazumevanju sodobnega človeka.

## Metodologija
Raziskovanje etičnih vprašanj v sodobni družbi zahteva interdisciplinarni pristop empirične raziskovalne metodologije, ki vključuje različne raziskovalne pristope in makrodružboslovne antropološke pristope. 
Kakšno naj bi bilo mesto psihologije v sodobni družbi in kako naj se loti svojega problemskega polja, da bo zares odgovarjala na stiske, krize in zadovoljila potrebo po samorazumevanju sodobnega človeka. Psihologija je kot znanost nenehno razpeta med dve nasprotujoči si težnji, težnjo po znanstveni preciznosti po eksaktnosti in preverljivosti psiholoških teorij ter težnjo po emancipacijski, ozaveščevalni vlogi in »praktičnemu udejanjanju psihologije. Zaradi stalnih konfliktov med tema dvema težnjama se v psihologiji ciklično pojavljajo krize njene namenskosti. Največ krize v psihologiji kot znanosti povzroča menjava znanstvene paradigme.
Metode kritične psihologije se od konvencionalne psihologije očitno razlikujejo, potekajo pa na treh nivojih: 
- teoretična analiza s kritično refleksijo konceptov in metodologije
- raziskave s kvalitativnimi metodami
- diskurzivne analize

## Zgodovina

### Kriza socialne psihologije
Do sedemdesetih je bila v svetu uveljavljena socialna psihologija, za katero pa so tedaj Michel Foucault in drugi avtorji iz vidika poststrukturalizma in modernih teorij začeli opozarjati, da ne dekonstruira in prekinja svojih opresivnih funkcij. Problem naj bi bil predvsem v obstranskosti in ne-obravnavi razmerij moči in oblasti, ideologije, jezika in zgodovine. Parker utemeljuje tezo, da bi socialna psihologija morala postati politična (povezovati raziskovanje s spremembo v ljudeh) in si nazaj priboriti svoj emancipatorični potencial. Prvi korak v to je prenehanje z idejo, da smo politično nevtralni, saj naša dognanja ne le opisujejo, temveč tudi spreminjajo svet in razmerja v njem. Kontinuirane krize, ki pretresajo svet socialne psihologije, so del same strukture in dvojnosti dojemanja subjekta v njej. Subjekt je namreč tretiran kot mehanističen, reduciran je na svoje vedenjske odzive, v statistiki zgolj na številko. Po drugi strani pa je subjekt dojet kot samostojna entiteta, s človeško naravo in svobodno voljo, oziroma s človeškim delovanjem (human agency). Izven problemov subjekta se socialna psihologija ne ukvarja s ključnimi, s stroko povezanimi problemi oblasti, ideologije in zgodovine na dva načina: z zanikanjem razvoja v drugih sorodnih disciplinah (sociologija) in represijo lastne preteklosti in nesoglasij v njem. Če pogledamo filozofijo znanosti in Kuhnovo analizo strukture paradigem znanosti, jasno vidimo, da obema deloma strukture paradigme socialna psihologija ne ustreza – napredku k resnici (ki zdrsne v relativizem) in enaki percepciji skozi čas. Ravno zaradi tega, ker socialna psihologija raziskuje objekt, ki se spreminja skozi čas in kulturo, namreč socialno realnost. Paradigme socialne psihologije, ki konstruirajo naše videnje ljudi in sveta, so predvsem prepričevalne. 
Če si zastran tega pogledamo alternativo v psihologiji, ethogeniko (ethogenics, iz ethos – karakter in genos – rod), ki ima v programu tri glavne točke: idejo pozunanjenega reda, opis tega reda kot dramo in razumevanje socialnih pravil. Glavni predstavnik te smeri je Rom Harre, ki se je opiral na mikro sociologijo oz. sociološko socialno psihologijo. Smer se osredotoča na razumevanje načinov družbene dominacije in reda v družbi. Kot je rekel Harre: »Samo v posebnih situacijah praktično dominira socialno življenje.« Najpomembnejše vodilo te smeri je dojemanje subjekta v raziskovanju kot človeškega bitja z vsemi svojimi značilnostmi. V tem se lepo pokaže njihova razrešitev prej predstavljenega dualizma subjekta v psihologiji. Še vedno pa to ne kaže na paradigmatski presek v socialni psihologiji. V psihologiji namreč razmerja moči vidimo le individualistično, znotraj posameznika, zanemarimo pa ideologijo, ki je celosten učinek razmerij moči v diskurzu in socialni realnosti. Gledanje na ta način nam zgolj izbriše prave, celostne poglede na razmerja moči, saj to reduciramo na posameznikovo lastnost. S tem izgine tudi potencialen upor proti družbenim razmeram.

### Vznik kritične socialne psihologije
Kritična socialna psihologija se je razvijala in oblikovala kot nasprotni pol tradicionalni pozitivistični psihologiji, ki se zanaša predvsem na kvantitativno in eksperimentalno metodologijo.  Spears  ji nadeva pridevnik kritična, ker predpostavlja, da psihologija na splošno ne dosega zadostne mere samo-kritičnosti. Kritika psihologov pozitivističnih tradicij se namreč nanaša le na objekt merjenja, kritična socialna psihologija pa poudarja premalo kritično in premalo reflektirano vlogo znanstvenikov in psihologov pri konstrukciji in produkciji znanja. V skladu s tem se je razvijala tudi njena metodologija, ki je bolj kvalitativna in hermenevtična. Kljub temu pa je znotraj stroke glede metodologije nekaj nerešenih vprašanj, ki še niso dosegla konsenza, saj so nekateri kritični socialni psihologi še vedno pristaši kvantitativne metodologije. Kritična socialna psihologija vključuje polja kot so konstruktivizem (konstrukcija znanja – kaj je objektivno; do kakšne mere sami konstruiramo znanje; kje postane objektivno?), analiza diskurza, kritika individualizma in kritika predpostavke univerzalnosti človeške narave.
Njen razvoj je treba v določeni meri pripisati uporu ameriškemu individualističnemu in eksperimentalnemu pristopu. Spears  navaja, da se je pojavila močna potreba po vključevanju socialnih in socialno kontekstualnih dejavnikov in vidikov pri razumevanju ljudi in njihovega vedenja. V 60. letih se je tako v splošnem uporniškem in revolucionarnem duhu samo-kritike znanosti začela razvijati smer psihologije, ki je pozitivistično tradicijo označila za sredstvo represije in aparat družbene kontrole in regulacije (npr. Rosier). S tem so se odprla tudi vrata drugim znanostim na področje psihologije, kot so sociologija, socialna teorija, kritika ideologije, lingvistična filozofija, itd..  Kritična socialna psihologija tako poudarja pomen samo-refleksije in samo-analize v izogib temu, da bi psihologija reproducirala obstoječe družbene nepravičnosti, kakor jih je v preteklosti velikokrat – npr. utrjevanje rasizma, zaradi nereflektiranih »raziskav« o neumnejših, manj sposobnih, manj vrednih,  temnopoltih ljudeh in utrjevanje spolne neenakopravnosti.
Hkrati s tem, ko se je kritična socialna psihologija odprla drugim znanostim, pa se je odprl prepad med njo in konvencionalno psihologijo. Kritika je bila očitno preveč izolirana in partikularna – obstoječe paradigme ni uspela pretresti do te mere, da bi prišlo do večjih paradigmatskih sprememb oz. znanstvene revolucije. Tako kritična socialna psihologija še danes ostaja malodane osamljena, a vseeno vztrajno stremi k spremembam v smeri izpolnjevanja emancipatorične vloge psihologije. V zgodnjih 90. letih ji je namreč uspelo oblikovati lastno metodo in paradigmo, ki lahko konvencionalno psihologijo izzove tako iz empiričnega, kakor tudi s produktivnega vidika. Večji vzpon in odobravanje je dosegla le  v določenih mikro-okoljih kot sta ZDA in Španija.

## Kritična socialna psihologija v Sloveniji
Slovenija je bila skozi zgodovino vpeta v različne politične in posledično akademske ideologije, ki so soustvarjale usmerjenost raziskovanj. Ko je bil ustanovljen oddelek za psihologijo, akademski svet še ni bil usmerjen v raziskovanje problemov oz v aspektov, ki jih je razvijala kritična psihologija. Takrat je na našem področju prevladovala behavioristična in pozitivistična psihologija, saj so psihologi prevzemali vzorce iz ameriške literature. Psihologija v Sloveniji si je torej status znanosti pridobivala s posvajanjem naravoslovnih metod.
V šestdesetih letih Slovenija sicer še ni bila samostojna in avtonomna država, je pa na svojem območju dobila nekaj novih avtonomnih medijev, preko katerih so širili svoj glas uporništva in kritike tedanjih družbenih razmer. Na takratna gibanja je vplival tudi marksizem, predvsem na skupine mladih levičarjev. Sredi 1970 se začnejo objavljati teoretična dela, ki predstavljajo začetek kritične psihologije. Eno izmed teh je delo Mirjane Ule, Od kritike h kritični psihologiji. Pojavijo se tudi emancipatorne oblike terapevtskih praks in posvetovanj ter problematiziranje delitve psihologije in sociologije. Poleg Radia študent vzniknejo tudi novi časopisi, ki so dali prostor za reflektiranje psihologije in njene družbe.
Na Slovenijo je imela vpliv Frankfurtska šola, nemška kritična psihologija na berlinski Freie univerzi, ki je odpirala vprašanje psihologije v družbi.  V tem času je študij psihologije potekal le na Univerzi v Ljubljani na Filozofski fakulteti, ki je bazirala na modelu eksperimentalne psihologije in z njo razvijala psihologijo, ki ni reflektirala socialnih pogojev. Nekaterim študentom, ki so bili v tem času del teh emancipatornih gibanj, taka usmeritev ni bila všeč, saj so želeli prevpraševati družbeni ustroj in ne zgolj zbirati psiholoških dejstev. Preko njih so se v psihologijo vpeljevali marksistična in freudo-lakanovska  teorija v slovenski prostor (najvidnejši predstavniki so Rastko Močnik, Mladen Dolar in Alenka Zupančič).
Kritična psihologija v Sloveniji se je razvila iz dveh različnih pogledov: kot nasprotje pozitivizmu in objektivizmu klasičnega behaviorizma in nevropsihologije; kot nasprotje predpostavke o zavestni in njenemu avtonomnemu subjektu.

## Predstavniki kritične socialne psihologije v Sloveniji
- Čačinovič, Gabi
- Dekleva, Bojan
- Dolar Bahovec, Eva
- Flaker, Vito
- Mencin Čeplak, Metka
- Mesec, Blaž
- Miheljak, Vlado
- Stritih, Bernard
- Ule, Mirjana